# Bike New York

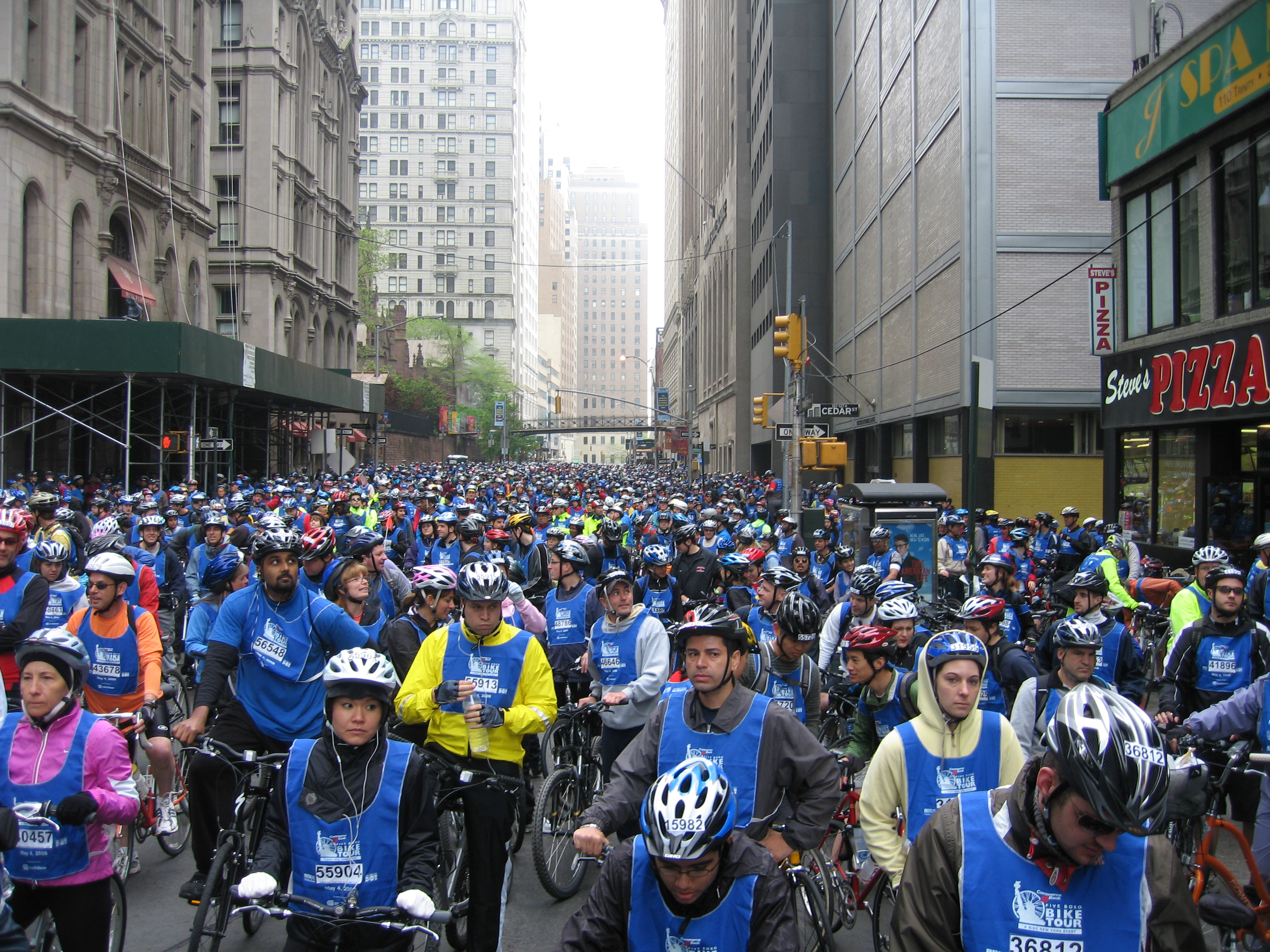
Start imprezy Bike New York (4 maja 2008)

Bike New York (inna nazwa Five Boro Tour) – największa impreza rowerowa w Stanach Zjednoczonych. W każdą pierwszą niedzielę maja ponad 30 000 amatorów rowerów bierze udział w 67-kilometrowym rajdzie po Nowym Jorku.

## Trasa
Trasa zaczyna się w dolnej części Manhattanu – Battery Park, dalej prowadzi Szóstą Aleją wkraczając do Central Parku. Po wyjechaniu z parku rowerzyści wjeżdżają na krótki odcinek (około 3 km) na Bronx, po czym wracają na Manhattan, gdzie jadąc wschodnią częścią docierają do Queensboro Bridge, którym uczestnicy wjeżdżają na Queens do Astoria Park. Następny odcinek prowadzi przez Brooklyn Queens Expresway (BQE). Przejeżdżając przez most Pułaskiego przekraczają granicę Queensu i Brooklynu. Kontynuując wyścig przez kilka dzielnic Brooklynu trasa dochodzi do Belt Parkway, który wprowadza uczestników na największy wiszący most w Stanach Zjednoczonych – most Verrazano-Narrows. Po przejechaniu mostu rowerzyści finiszują na Staten Island, gdzie na zakończenie Bike New York organizowany jest festiwal.